# José Maria Pereira
José Maria Pereira (* 2. März 1958 in Senhora dos Remédios, Minas Gerais) ist ein brasilianischer römisch-katholischer Geistlicher und Weihbischof in São Sebastião do Rio de Janeiro.

## Leben
José Maria Pereira studierte Philosophie am Diözesanseminar in Petrópolis und Theologie an der theologischen Schule der Benediktiner in Rio de Janeiro. Nach weiterführenden Studien am Instituto Superior de Direito Canônico in Rio de Janeiro erwarb er das Lizenziat im Fach Kanonisches Recht. Am 7. Dezember 1986 empfing er das Sakrament der Priesterweihe für das Bistum Petrópolis.
Nach der Priesterweihe war er neben Aufgaben in der Pfarrseelsorge bis 1987 Subregens und anschließend bis 2004 Spiritual des Priesterseminars in Petrópolis. Von 1988 bis 2010 koordinierte er die Jugend- und Berufungspastoral des Bistums und lehrte zudem als Professor an der Universidade Católica de Petrópolis. Von 2007 bis 2016 war er Direktor der Diakonenschule Santo Estevão und von 2013 bis 2016 zudem Rektor der Universidade Católica de Petrópolis sowie Regens des Priesterseminars. Ab 2013 gehörte er dem Konsultorenkollegium und dem Priesterrat an, war Moderator der Kurie und Richter am Diözesangericht. Während der Sedisvakanz verwaltete er vom Herbst 2023 bis zum Frühjahr 2024 das Bistum Petrópolis als Diözesanadministrator. Der neue Bischof Joel Portella Amado ernannte ihn zum Generalvikar.
Papst Franziskus ernannte ihn am 25. Februar 2025 zum Titularbischof von Sigus und zum Weihbischof in São Sebastião do Rio de Janeiro. Der Erzbischof von São Sebastião do Rio de Janeiro, Orani João Kardinal Tempesta OCist, spendete ihm am 12. April desselben Jahres in der Kathedrale São Pedro de Alcântara in Petrópolis die Bischofsweihe. Mitkonsekratoren waren der Bischof von Petrópolis, Joel Portella Amado, und der Bischof von Nova Iguaçu, Gilson Andrade da Silva.